# Río Tamuja
El río Tamuja discurre de sur a norte por la penillanura cacereña, a una altitud media sobre el nivel del mar de 453 m. Nace en la vertiente norte de la sierra de Montánchez, en el contexto del Cerro de San Cristóbal, cerca de la población de Zarza de Montánchez.
De caudal muy irregular, toma aguas de numerosos cursos fluviales, destacando por su margen derecha el Gibranzos y el Magasca, para desembocar finalmente en el Almonte, en el entorno de los puentes de Don Francisco, poco antes de la confluencia del Almonte con el Tajo.

## Toponimia
El nombre del río ha venido siendo objeto de las más diversas interpretaciones, tratándose para algunos investigadores del hidrónimo tam- (del irlandés antiguo tám, traducible al español como «derretimiento»), presente en el de otros cursos fluviales como el Tambre, el Támoga, el Tamurejo… Lo que sí parece claro es su estrecha relación con el vecino taller monetario de Tamusia y que ni el Tamuja ni el cercano arroyo del Tamujoso tienen nada que ver con la planta conocida como tamujo.
La raíz Tam, puede proceder del substrato lingüístico celta, con significados como suave, lento, calma. También es similar Támesis.

## Historia
A unos dos kilómetros de Botija, se halla el castro de «Villasviejas del Tamuja», identificado generalmente como la ciudad vetona de Tamusia, en uso desde el siglo IV en que fuera fundada hasta el I d. C.
En el camino que conduce de Zarza de Montánchez a la «Encina la Terrona», en el paraje conocido como Pozo del Prado, se halla un puente romano (siglo II) compuesto de tres arcos de desigual altura y dos gruesos tajamares, bajo el  que discurre el Tamuja.
Durante la Edad Media y hasta su definitiva desaparición ya en 1591, constituye una de las fronteras naturales de la denominada Tierra de Trujillo.
A mediados del siglo XIX, el Diccionario geográfico-estadístico-histórico de España y sus posesiones de Ultramar de Pascual Madoz recogía esta referencia al río:

TAMUJA: río en la provincia de Cáceres; tiene su origen en la Sierra de San Cristóbal, término de la Zarza, partido de Montánchez; toma la dirección N. pasando por las inmediaciones de Salvatierra, Benquerencia y Botija, e inmediatamente al vasto término de Trujillo. Recibe por la derecha los ríos Gibranzos y Magasca y desagua en Almonte, en los mismos puentes de don Francisco, construidos en término que abrazan ambos ríos, entrando por su margen izquierda. Tiene un puente todo de piedra, regularmente conservado, al O. de Botija, de unos treinta pies de largo; otro en el camino de Cáceres a Trujillo, y el citado sobre su desagüe. […]

## Flora y fauna
El estado de sus aguas es generalmente bueno; no recibe aportaciones contaminantes significativas salvo tras su convergencia con el Magasca, que vierte grandes cantidades de elementos orgánicos procedentes sobre todo de las áreas urbanas de Santa Marta de Magasca y Trujillo.
Así, la flora ribereña aparece constituida por sauces, olmos y fresnos. En sus aguas, crecen plantas semisumergidas o flotantes como el ranúnculo, la lenteja de agua o la azolla.
Abundan en su entorno especies nativas como la colmilleja y la pardilla, que, sobre todo en primavera, pueblan extensas áreas. Principalmente en los cursos medio y bajo, la biodiversidad aumenta: barbos, carpas, bogas del Tajo, bordallos, calandinos; así como especies alóctonas muy perjudiciales, siendo cada vez más habituales en los últimos tramos del río el black bass, la gambusia, la perca sol, el pez gato o el siluro. También son frecuentes los anfibios: el tritón ibérico, el gallipato, la salamandra, el sapo corredor, el sapo de espuelas o la rana común.
Acoge asimismo algunos depredadores como las culebras de agua, la nutria, el turón; así como visitantes esporádicos como garzas o cigüeñas, entre otros.